# Poprat
Poprat este un sat din municipiul Podgorica, Muntenegru. Conform datelor de la recensământul din 2003, localitatea are 72 de locuitori (la recensământul din 1991 erau 157 de locuitori).

## Demografie
În satul Poprat locuiesc 56 de persoane adulte, iar vârsta medie a populației este de 37,6 de ani (35,7 la bărbați și 40,2 la femei). În localitate sunt 17 gospodării, iar numărul mediu de membri în gospodărie este de 4,24.
|  |

| Demografie | Demografie | Demografie |
| An         | Locuitori  | Locuitori  |
| ---------- | ---------- | ---------- |
|            |            |            |
|            |            |            |
|            |            |            |
|            |            |            |
| 1948       | 174        |            |
| 1953       | 204        |            |
| 1961       | 151        |            |
| 1971       | 146        |            |
| 1981       | 163        |            |
| 1991       | 157        | 110        |
| 2003       | 127        | 72         |

| \| Componența etnică conform recensământului din 2003[2] \| Componența etnică conform recensământului din 2003[2] \| Componența etnică conform recensământului din 2003[2] \| Componența etnică conform recensământului din 2003[2] \| Componența etnică conform recensământului din 2003[2] \| \| ----------------------------------------------------- \| ----------------------------------------------------- \| ----------------------------------------------------- \| ----------------------------------------------------- \| ----------------------------------------------------- \| \| \| \| \| \| \| \| Albanezi \| Albanezi \| \| 60 \| 83,33% \| \| necunoscută \| necunoscută \| \| 0 \| 0% \| |             |  |    |        |
| Componența etnică conform recensământului din 2003 |             |  |    |        |
| |             |  |    |        |
| Albanezi | Albanezi    |  | 60 | 83,33% |
| necunoscută | necunoscută |  | 0  | 0%     |